# Sesamia uniformis
Sesamia uniformis là một loài bướm đêm trong họ Noctuidae.